# Mark Field
Mark Christopher Field (Hanover; 6 de octubre de 1964) es un político británico que trabajó como miembro del parlamento (MP) en Londres y Westminster en 2001 hasta 2019. Es un miembro del Partido Conservador, ejerció como Ministro de Estado en el Ministerio de Relaciones Exteriores y de la Mancomunidad de Naciones en 2017 hasta 2019. Destacado el partidario del Reino Unido para que permaneciera en la Unión Europea durante el referéndum del Brexit y de Jeremy Hunt en las elecciones de liderazgo del Partido Conservador (2019), renunció al Ministro de Relaciones Exteriores debido al comienzo del mandato de Boris Johnson. Renunció a la Cámara de los Comunes británica en las elecciones generales del Reino Unido de 2019.

## Temprana edad y educación
Field nació en el Hospital Militar Británico en Hannover, Alemania. Su padre Peter (fallecido en 1991) fue comandante en el ejército británico y su madre Ulrike de origen alemán (fallecida en 2010). Field se educó en la escuela primaria financiada por el estado, Reading School y St Edmund Hall, Oxford, graduándose con una licenciatura en Jurisprudencia en 1987.
Trabajo como secretario y oficial político nacional de la Asociación Conservadora de la Universidad de Oxford (1985 - 1986), presidente de JCR de St Edmund Hall (1986), y también fue editor de noticias del periódico estudiantil Cherwell durante bajo el cargo de la dirección de Christina Lamb y Anne McElvoy. En sus días como estudiante, Field estableció una empresa editorial luego de descubrir una brecha en el mercado de manuales de carreras en la profesión legal. Término su educación en la Facultad de Derecho de Chester y consiguió su título cómo abogado en 1990.

## Carrera privada
Durante en sus estudios en la Universidad de Oxford Field, antes de ser abogado y ejercer como abogado corporativo en Freshfields (1990 y 1992) se convirtió en asistente personal del parlamentario conservador de Oxford West y Abingdon, John Patten. Luego fue director de su propia agencia de abogados, llamada Kellyfield Consulting en 1994 hasta 2001; la empresa empleó a una docena de empleados y generó casi 2 millones de libras esterlinas al año. Field Vendió su parte del negocio a un consorcio encabezado por su ex socio comercial, después de ser elegido para el Parlamento.
Field trabajo como vicepresidente en la Asociación Conservadora del Norte de Islington (1989 - 1991) y fracaso al presentarse como uno de los candidatos del Partido Conservador en el distrito de Quadrant en las elecciones del Consejo de Islington en 1990. En 1994 fue concejal conservador en el distrito de Abingdon en Kensington y Chelsea London Borough Council hasta 2002 luego de ingresar a la Cámara de los Comunes.
Se opuso sin éxito al escaño conservador de Enfield North en las elecciones generales de 1997 después de la jubilación de Tim Eggar diputado en funciones. En 1997 fue el año de la victoria abrumadora parlamentaria del Partido Laborista y Joan Ryan del Partido Laborista, con una derrota por 6.822 votos.
Fue nombrado presidente de CIB Limited, una subsidiaria de Capital International Group en 2020.

## Carrera parlamentaria

### Elección como diputado
En diciembre de 1999, Field fue seleccionado para disputar el escaño conservador seguro en las localidades de Londres y Westminster debido a la jubilación de Peter Brooke exsecretario en el norte de Irlanda, en las elecciones (2001). Field ganó el puesto con 4.499 y fue regresado al Parlamento con una mayoría aumentada tres veces desde ( 2005 - 8.095; 2010 - 11.076; 2015 - 9.671). Así mismo fue reelegido en las elecciones generales de 2017. Field dio su discurso inaugural en la Cámara de los Comunes (27 de junio de 2001), declarando que su gran héroe político es el ex primer ministro Bonar Law.
The Guardian (periódico británico) describió a Field como "derechistas de línea dura" más en las elecciones (2001) después de que se dieran a conocer los comentarios que hizo en 1991 sobre las organizaciones benéficas que luchan contra el SIDA. Criticó a las campañas contra el SIDA como un pérdida de dinero, así mismo pidió pruebas obligatorias para detectar el SIDA: "Muchas fundaciones benéficas creadas para ayudar a contrarrestar el SIDA a mediados de la década de 1980 se convirtieron en un frente de derechos de los homosexuales ", escribió en Crossbow (1991).
Field demostró ser un firme partidario de la igualdad de derechos. A unos cuantos meses de su elección (en octubre de 2001), fue uno de los cuatro parlamentarios conservadores que apoyaban en un proyecto de ley de reglas de 10 minutos sobre uniones civiles, siguió apoyando hasta que estuvo en los libros de estatutos. También fue uno de los parlamentarios conservadores que votó a favor del matrimonio homosexual. Así mismo fue designado como látigo de la oposición por Iain Duncan Smith en 2003, convirtiéndose en el ministro en la sombra de Londres. Entre mayo y diciembre de 2005, fue secretario financiero en la sombra del Tesoro de Su Majestad. Desde finales de 2005 hasta finales de 2006, fue el portavoz de la Cultura, Medios y Deporte del Partido Conservador bajo el nuevo liderazgo de David Cameron en 2005. Durante su cargo guio la política de oposición a la Ley de la Lotería Nacional (2006) e impulsó la política para salvaguardar los fondos de la lotería, por las cuatro causas originales de las Artes, el patrimonio, la beneficencia y el deporte. De igual forma lideró el desacuerdo al servicio de bibliotecas públicas de Gran Bretaña (Reino Unido).
En septiembre (2010), Field fue elegido por el Primer Ministro, para que fuera parte del Comité de Inteligencia y Seguridad, dirigido por el antiguo Secretario de Relaciones Exteriores, Sir Malcolm Rifkind. Fue el parlamentario más joven del comité, que depende directamente del número 10 de Downing Street y supervisa los servicios de inteligencia y seguridad del Reino Unido.
Se interesa fundamentalmente en los asuntos económicos, los servicios financieros, el comercio exterior y el desarrollo internacional. Es presidente del Grupo parlamentario de todos los partidos (APPG), también sobre el capital de riesgo y capital privado, así también es el vicepresidente de los Grupos sobre fútbol y Bangladés. Anteriormente a eso ejerció como presidente de las APPG para Azerbaiyán y Servicios Comerciales. Se ha participado en los Comités Permanentes de varias leyes, incluyendo la Ley de Suplementos de Tarifas Comerciales y las Leyes de Finanzas (2008 - 2009).
Como diputado, Field presentó varios debates acerca de la importancia nacional y local, como es; la carencia de vivienda, Irlanda del Norte, la deuda del gobierno, el aeropuerto de Heathrow (Londres), la vivienda social, la educación en el hogar, la policía en Londres y las estimaciones de población. También realizó campañas locales acerca de las tarifas comerciales, el Hospital St Bartholomew, la asistencia a las industrias creativas, el mando de los rickshaws en el West End, el aumento de los arrendamiento de viviendas sociales, la independencia de la Policía de la Ciudad de Londres (incluyendo la experiencia en la detección de fraudes ) y, argumentó con éxito en el Parlamento a favor del mando constante de los Parques Reales por parte del Departamento de Cultura, Medios y Deportes en julio de 2011.
Field dio a conocer sus críticas al sistema anterior que dirige las asignaciones para la segunda vivienda de los parlamentarios: La investigación de MP´s gastos de los parlamentarios ejecutado por el Daily Telegraph descubrió como Field se encontraba entre los demandantes de nivel inferior.
Fue partidario de reglas más laxas sobre los ingresos externos de los parlamentarios y en 2001 se le citó diciendo: "Si estás ganando varios cientos de miles al año en la City, ¿vas a dejarlo por 47.000 libras esterlinas al año en la ¿Los comunes?" Se informó en 2012 que la Autoridad de Normas Parlamentarias Independientes (Ipsa) tenía como objetivo cambiar el salario de los parlamentarios, lo que podría llevarlos a confrontar recortes salariales por tomar un segundo trabajo. Field, ganó 90.000 libras esterlinas el año anterior a por el trabajo de asesoramiento, calificó las propuestas de "totalmente inadmisible", principalmente a los parlamentarios con precios de Londres.
Field expresó su desacuerdo con los manifestantes de Occupy London establecidos en su distrito electoral en octubre de 2011. Manifestó su inquietud de que su "ciudad de tiendas de campaña" se estaba transformando en un "campamento semipermanente" que impidió a la Catedral de San Pablo, mostrarse como un "sitio turístico icónico clave" y lugar de civilización. Propuso que la policía debería desocupar el campamento por la noche y luego mencionó : "Si bien nadie espera que el anticapitalismo sea una actividad de 24 horas, hubiera esperado que los manifestantes mostraran un poco más de respeto por la santidad de St. de Pablo". Después de 137 días (28 de febrero de 2012), de ocupación la sugerencia inicial de Field se volvió realidad luego de una orden judicial cuando la policía de la ciudad de Londres desalojó el sitio en solo 137 minutos.
En 2014 antes de las elecciones del siguiente año, arrojo Conservatives for Managed Migration para producir un "debate tranquilo y racional sobre la migración como lo es por dentro y por fuera del Partido Conservador". Field afirmó que la promesa del Gobierno de coalición de disminuir la "migración neta anual a decenas de miles" no se pudo cumplir, corrían el riesgo de que la economía saliera perjudicada y, en última instancia, podría dañar electoralmente al Partido Conservador.
Field fue nombrado vicepresidente (internacional) del Partido Conservador por David Cameron en 2015 y Theresa May lo volvió a nombrar para ese puesto. El cargo consiste en dirigir la Oficina Internacional y de Difusión del Partido, que edifica las relaciones con partidos aliados internacionales de centro-derecha, laborando con la Fundación Westminster para la Democracia para un mejoramiento en las instituciones democráticas y estructuras en los partidos políticos en el desarrollo del mundo, ejerce enlace entre el Partido y su grupo MEP mediante al trabajo con la Alianza de Conservadores y Reformistas en Europa (ACRE), y colabora en la difusión política en las comunidades de la diáspora en el Reino Unido.
En 2016, conoció a Halbe Zijlstra, líder del Partido Popular Holandés por la Libertad y la Democracia en la Cámara de Representantes. Se argumentó que el papel de Field como vicepresidente del Partido Conservador también incluye el enlace con los partidos hermanos de centro-derecha en Europa.

### Ministro para Asia y el Pacífico
El 13 de junio de 2017, fue nombrado Ministro de Estado en el Foreign and Commonwealth Office. En el FCO, sus responsabilidades terminaban formalmente en: Asia, Australasia/Pacífico, Comunicaciones (diplomacia pública y becas), British Council, Diplomacia económica (incluyendo la estrategia energética internacional; cambio climático; relación con la OCDE ; fintech/cyber y el comercio ilegal de vida silvestre), FCO Services Overseas y Prosperity Fund. Su ocupación sobre el cambio climático ha introducido a representar al gobierno del Reino Unido en la Conferencia de las Naciones Unidas sobre el Cambio Climático COP24 2018 en Katowice, Polonia, de igual forma en la Cumbre del Clima de San Francisco y PIF. Field fomento la práctica del Reino Unido en Asia en inversiones verdes, energías renovables, aplicación y espacio de captura de carbono y tecnología de vehículos eléctricos.

### Acusación de agresión
El 20 de junio de 2019, Greenpeace culpó a Field de agresión, debido a que un activista que interrumpió el discurso de la casa de la mansión del ministro de Hacienda, Philip Hammond, fuera expulsado del evento. Field mencionó que reaccionó "instintivamente" y se mandó una investigación para la Oficina del Gabinete. Pidió disculpó con la activista por "sujetarla" y mencionó que le angustiaba que el activista estuviera armado. Fue suspendido como ministro debido al incidente, el 21 de junio, durante las investigaciones. La Policía de la Ciudad de Londres examinó los hechos y expuso que no tomaría más medidas. Luego de que Boris Johnson se convirtiera en el primer ministro en julio de 2019, Field fue retirado de su cargo ministerial en el Foreign Office como parte de un reajuste de la administración. Término la investigación de Whitehall, debido a que se consideró que era un "asunto del primer ministro anterior acerca de su conducta durante su tiempo como ministro bajo su nombramiento".
Una investigación de la Oficina del Gabinete debido a una acusación de agresión, publicada en diciembre, término siendo que se había violentado el código ministerial, pero Field no tendría ninguna sanción, ya que no estaba en el Parlamento.

### Distinciones
Field dio un juramento como miembro del Consejo Privado del Reino Unido en marzo de 2015 y, desde en entonces, se le dio el prefijo honorífico de "El Muy Honorable". Es Patrono del Instituto Bishopsgate y del Club de San Andrés en Londres; así mismo ha sido aceptado para ser Freeman en la ciudad de Londres y Liveryman de la Worshipful Company of Merchant Taylors.

### Brexit y retirarse
Field anunció que se retiraría del Parlamento en las próximas elecciones generales (octubre de 2019), mostrando su desacuerdo con la política del gobierno sobre el Brexit.

## Escritor y comentarista
Field ha hecho muchos debates en Westminster Hour de BBC Radio 4 y ha estado en múltiples programas de televisión de la BBC, como lo son; Daily Politics, Sunday Politics y Newsnight, Late Debate de ITV (un panelista de 2009) y como crítico de un periódico en Sky News. Ha realizado aportaciones al ConservativeHome (blog político), en temas económicos. Ha realizado escritos para The Daily Telegraph y City AM, y escribió un artículo para The Independent sobre la minoría cristiana en Siria.
Su primer libro, Between the Crashes, reúne artículos sobre la política del Reino Unido y sobre la economía mundial tras los resultados de la crisis financiera. Publicado en 2013 por Biteback Publishing. The Best of Times, fue su segundo libro publicado en mayo (2016) por Biteback Publishing, sobre análisis de los desafíos y triunfos en la política, la economía y los asuntos exteriores británicos en los años 2013 a 2015.

## Vida personal
Se casó con primera esposa en 1994 quien fue Michele Acton ex-banquera de inversiones. Se separaron en 2006, después de que Field tuviera una relación adúltera con Liz Truss (2004-2005), quien de igual forma estaba casada. El matrimonio de Field se rompió y su esposa Michele citó su adulterio con Truss en el divorcio. En 2019, Michele Acton se convirtió en directora ejecutiva de la Royal Society of Medicine.
Field se casó con la famosa agente Victoria Elphicke en 2007. Ellos tienen dos niños.